# Divisiones menores del Deportivo Cali
Las Divisiones menores del Deportivo Cali están conformadas por los equipos sub-20 "A", sub-20 "B", Juvenil "A", Juvenil "B", prejuvenil, prejuvenil "B", infantil, preinfantil, y las escuelas filiales del Deportivo Cali. De estas han salido excelentes jugadores como Faryd Mondragón, Miguel Calero, Mario Yepes, Óscar Córdoba, Cristian Zapata, Abel Aguilar, Luis Muriel y Álvaro "Caracho" Domínguez que han brillado a nivel tanto nacional como internacional y han participado en varias Selecciones Colombia.

## Disciplina en casa-hogar
La parte técnica, en la que están cazatalentos regados por todo el país y entrenadores de las diferentes categorías, hace seguimientos de esos diamantes en bruto que encuentran en la costa Caribe, en el Pacífico colombiano o en algún municipio del Valle o de Urabá. Luego de verificar el comportamiento de las promesas y de concertar con los padres su traslado a Cali, se inicia un trabajo en llave entre los entrenadores de las diferentes categorías, que tienen la responsabilidad de pulir esos diamantes, y el personal administrativo, cuya misión es ayudar a la adaptación de los chicos. Sicólogos, entrenadores, directivos y la trabajadora social entran en escena para hacer un acompañamiento de tiempo completo, cuyo único fin es hacer sentir a los elegidos como si estuvieran en casa para que pueda desarrollarse como personas y como jugadores. Los chicos que llegan de diferentes regiones del país son alojados en la casa-hogar o casa canterana, como la bautizó ahora el Deportivo Cali. En la casa canterana están por espacio de seis meses; cuando han logrado una buena adaptación van a los llamados hogares de paso, que es ir a vivir a una casa de familia y allí son tratados como un miembro más. Al llegar al equipo profesional se les da un auxilio de vivienda para que puedan vivir solos en un apartamento.

## La parte deportiva
Hernando Arias es el director de divisiones menores del Deportivo Cali. “Cuando se ha escogido a un muchacho para que venga al Deportivo Cali, se cita primero a un examen médico y luego, dependiendo de su edad, se lleva a trabajar con la categoría respectiva. En cinco o diez entrenamientos se observa detenidamente y luego se recibe un informe de los profesores y con base en eso se decide si queda en la cantera o es descartado”.
“Por lo general los muchachos que llegan siempre se quedan porque ya tiene un concepto de un Cazatalentos, ya hay una veeduría sobre él”.
“Nosotros valoramos mucho lo que es la parte de composición corporal del jugador, la parte nutricional, que sea una persona que tenga las condiciones para estar en el Cali, unos indicadores de talla de acuerdo con la posición en que se desempeña, y después la parte técnica. En el Deportivo Cali nos gusta el jugador técnico, que tenga escuela, que tenga proceso”.

### Canteranos de Oro
Son muchos los jugadores que llegaron siendo muy niños al Deportivo Cali y después de un proceso de formación y maduración debutaron en el equipo profesional, y en poco tiempo fueron transferidos al balompié internacional por una buena suma de dinero que, en su momento, refrescaron las arcas del elenco verdiblanco.
Abel Aguilar y Cristian Zapata fueron los primeros en emigrar cuando hace diez años sus derechos deportivos los adquirió el Udinese de Italia por una cifra cercana a los 2,5 millones de dólares.
Luego siguieron muchos: Freddy Montero a la MLS, Luis Fernando Muriel al Udinese italiano, Michael Ortega al balompié mexicano, Andrés 'Manga' Escobar al Dinamo de Kiev, Fabián Castillo a la MLS y Jeison Murillo al Udinese, entre otros.
En la vitrina, por sus goles, ya están dos: Harold Preciado y Rafael Borré.

## Jugadores notables
| Jugadores notables   |                     |                |
| Jugador              | Nacionalidad        | Posición       |
| Guardametas          |                     |                |
| Faryd Mondragón      | Bandera de Colombia | Guardameta     |
| Miguel Calero        | Bandera de Colombia | Guardameta     |
| Óscar Córdoba        | Bandera de Colombia | Guardameta     |
| Luis Hurtado         | Bandera de Colombia | Guardameta     |
| Johan Wallens        | Bandera de Colombia | Guardameta     |
| Jose Silva           | Bandera de Colombia | Guardameta     |
| Jaiber Cardona       | Bandera de Colombia | Guardameta     |
| Defensas             |                     |                |
| Mario Yepes          | Bandera de Colombia | Defensa        |
| Cristian Zapata      | Bandera de Colombia | Defensa        |
| Jeison Murillo       | Bandera de Colombia | Defensa        |
| Nelson Rivas         | Bandera de Colombia | Defensa        |
| Jhon Kennedy Hurtado | Bandera de Colombia | Defensa        |
| Centrocampistas      |                     |                |
| Álvaro Domínguez     | Bandera de Colombia | Centrocampista |
| Mayer Candelo        | Bandera de Colombia | Centrocampista |
| Arley Betancourth    | Bandera de Colombia | Centrocampista |
| Martín Zapata        | Bandera de Colombia | Centrocampista |
| Abel Aguilar         | Bandera de Colombia | Centrocampista |
| Alexander Viveros    | Bandera de Colombia | Centrocampista |
| Gerardo Bedoya       | Bandera de Colombia | Centrocampista |
| John Wilmar Pérez    | Bandera de Colombia | Centrocampista |
| Delanteros           |                     |                |
| Víctor Bonilla       | Bandera de Colombia | Delantero      |
| Hamilton Ricard      | Bandera de Colombia | Delantero      |
| Giovanni Córdoba     | Bandera de Colombia | Delantero      |
| Hernán Córdoba       | Bandera de Colombia | Delantero      |
| Freddy Montero       | Bandera de Colombia | Delantero      |
| Elkin Murillo        | Bandera de Colombia | Delantero      |
| Hugo Rodallega       | Bandera de Colombia | Delantero      |
| Luis Muriel          | Bandera de Colombia | Delantero      |
| Santos Borré         | Bandera de Colombia | Delantero      |
| Harold Preciado      | Bandera de Colombia | Delantero      |

## Palmarés

### Torneos nacionales
En Colombia se disputa los Campeonatos nacionales juveniles Sub-19 y pre juveniles Sub-17, El Deportivo Cali es el equipo con la mayor cantidad de títulos en estas categorías.
| Competición                 | Títulos           | Subcampeonatos |
| --------------------------- | ----------------- | -------------- |
| Primera C (1):              | 2004.             |                |
| Campeonato Juvenil (3):     | 2009, 2012, 2014. |                |
| Campeonato Prejuvenil. (3): | 2011, 2013, 2016  |                |

### Torneos Regionales
- Copa El País 2012, 2018

### Torneos internacionales
- Torneo Internacional de las Américas Sub-17 (6) 2003, 2007, 2011, 2012, 2013, 2014
- Torneo Internacional de las Américas Sub-19 2014